# Chotymyr
Chotymyr (ukrainisch Хотимир; russisch Хотимир/Chotimir, polnisch Chocimierz) ist ein Dorf in der ukrainischen Oblast Iwano-Frankiwsk in der Westukraine mit etwa 700 Einwohnern.
Die Ortschaft liegt im Westen der historischen Landschaft Galizien im Rajon Iwano-Frankiwsk am Flüsschen Chotomyrka (Хотимирка), etwa 14 Kilometer südöstlich vom ehemaligen Rajonzentrum Tlumatsch und 33 Kilometer östlich vom Oblastzentrum Iwano-Frankiwsk entfernt.
Am 12. Juni 2020 wurde das Dorf ein Teil neu gegründeten Siedlungsgemeinde Obertyn im Rajon Iwano-Frankiwsk; bis dahin bildete es zusammen mit dem Dorf Schabokruky (Жабокруки) die Landratsgemeinde Chotymyr (Хотимирська сільська рада/Chotymyrska silska rada) im Rajon Tlumatsch.
Der Ort wurde 1437 zum ersten Mal schriftlich erwähnt, erhielt im 15. Jahrhundert das Magdeburger Stadtrecht, lag zunächst in der Adelsrepublik Polen-Litauen, Woiwodschaft Ruthenien, und kam 1772 als Hocimirz zum damaligen österreichischen Kronland Galizien (bis 1918 als Markt Chocimierz dann im Bezirk Tłumacz).
Nach dem Ende des Ersten Weltkrieges kam der Ort zur Polen, war hier ab 1921 als Chocimierz in die Woiwodschaft Stanislau, Powiat Tłumacz, Gmina Chocimierz eingegliedert und wurde im Zweiten Weltkrieg dann erst von der Sowjetunion und ab 1941 bis 1944 von Deutschland besetzt und dem Distrikt Galizien angeschlossen. Nach der Rückeroberung durch sowjetische Truppen 1944 kam er 1945 wiederum zur Sowjetunion und wurde in die Ukrainische SSR eingegliedert, seit 1991 ist der Ort Teil der heutigen Ukraine. Unter sowjetischer Herrschaft wurde dem Ort 1939 durch die Herabstufung zum Dorf der Marktstatus aberkannt.